# عایق سبز
عایق سبز یا گرین سولِیت (به انگلیسی: Greensulate) نام سابق یک نوع ماده تجدید پذیر و تجزیه پذیر است که می‌تواند به عنوان عایق حرارتی یا عایق آتش مورد استفاده قرار گیرد. همچنین این ماده قابلیت جایگزینی با پلی استایرن (فوم) یا پلاستیک در صنعت بسته‌بندی یا صنایع مشابه را دارد.
این محصول توسط شرکت اکواَکبیو (به انگلیسی: Ecovative Design) ارائه می‌شود.